# Каравелов, Петко
Пе́тко Сто́йчев Караве́лов (болг. Пѐтко Сто̀йчов Каравѐлов; 5 апреля 1843, Копривштица, Османская империя — 6 февраля 1903, София, Болгария) — болгарский политик, один из вождей Либеральной партии, а позднее руководитель Демократической партии. Младший брат писателя Любена Каравелова и тесть поэта Пейо Яворова.

## Биография
В начале 1860-х годов, благодаря брату попал в Москву. Завершил обучение в гимназии и поступил вольнослушателем на юридический факультет Московского университета, который окончил в 1869 году. До 1877 года жил в Москве, был учителем в одной из гимназий. Завязал тесные отношения с И. С. Аксаковым. Во время Русско-османской войны (1877—1878) он служил в рядах Русской Императорской армии.

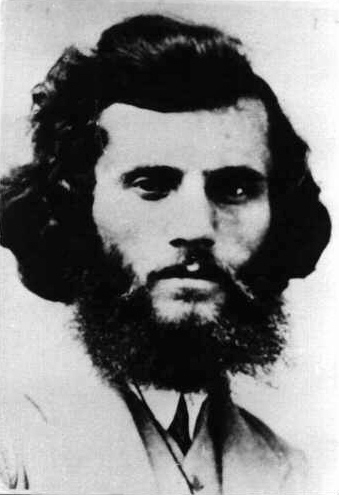
Петко Каравелов

После Освобождения Болгарии вернулся на родину и по рекомендации И. С. Аксакова был назначен видинским вице-губернатором. Активно участвовал в разработке Тырновской конституции (1879). Вскоре он возглавил левое радикальное крыло Либеральной партии и стал министром-председателем Болгарии (1880—1881). Смещён с поста князем Александром Баттенбергским. Петко Каравелов перебрался в Восточную Румелию, где стал кметом (мэром) Пловдива (1883—1884).
После восстановления Тырновской конституции, Петко Каравелов вернулся в Софию и снова возглавил правительство Либеральной партии (1884—1886). На этом посту он провёл одну из величайших политических акций — Соединение Болгарии. В 1886 году в ходе так называемого русофильского бунта в Русе и Силистре был ненадолго арестован. После отречения от престола князя Баттенберга был назначен одним из трёх регентов. Придерживался «русофильской» ориентации, из-за чего разошёлся с С. Стамболовым и должен был уйти со своего поста. Противник выбора болгарского князя Фердинанда I, перешёл в оппозицию. В 1891 году был осуждён на 5 лет по обвинению в покушении на премьер-министра Стефана Стамболова и убийстве министра финансов Х. Бельчева (в 1894 году обвинение было снято). В 1895 году основал Демократическую партию Болгарии. В последний раз возглавлял правительство Болгарии в марте—декабре 1901 года.
По мнению биографов, Каравелов являлся «одним из немногих разносторонне и серьёзно образованных» политиков Болгарии. Замечательный оратор и глубокий знаток конституционного права, он отстаивал всеобщие равные выборы и однопалатный парламент, стремился к сохранению союза с Россией. Действительный член Болгарской Академии наук (с 1884).
Петко Каравелов был женат на Екатерине Великовой Пеневой (1860—1947). У супругов было три дочери: Радка, Виола и Лора.
Умер 6 февраля 1903 года в Софии и был похоронен на кладбище церкви Святых Седьмочисленников.